# Zaglossus attenboroughi
El zagloso de sir David (Zaglossus attenboroughi), también denominado como equidna de hocico largo de Attenborough o zagloso de Attenborough, es una especie de mamífero monotrema, una de las tres especies actuales del género Zaglossus. Está en peligro crítico de extinción.

## Distribución geográfica
Es propio de las montañas Cíclopes en la costa septentrional de la provincia de Papúa en Indonesia.

## Características
Es la especie de menor tamaño del género, muy próximo a los equidnas de hocico corto. Tiene una masa corporal de entre 1 y 3 kg. Como los otros equidnas, este pone huevos en lugar de parir crías vivas.
El pelo es corto y denso. Aun así, cubre las escasas espinas que crecen en la espalda del animal. Tiene cinco dedos en cada extremidad armados con uñas. En las posteriores existen indicios de la existencia de espolones.

## Estado de conservación
La inclusión en los apéndices CITES afecta a todas las especies del género Zaglossus.
La especie fue descrita sobre 1961, durante la época colonial holandesa, a partir de un ejemplar muy lastimado, sin que se hubiese vuelto a tener evidencia de su existencia.
No obstante, hay referencias del verano de 2007, por parte de unos exploradores que visitaban los bosques de las montañas Cíclopes y descubrieron huellas y madrigueras que podían pertenecer a esta especie. Indagando, tuvieron noticias por parte de las poblaciones locales de la posibilidad de que hayan sido vistos algunos ejemplares en 2005.
Por otra parte, teniendo en cuenta que la provincia de Papúa mantiene aún una considerable extensión de territorio virgen, es posible que existan pequeñas poblaciones de la especie en otros lugares fuera de las montañas.
El 10 de noviembre de 2023, un equipo de la Universidad de Oxford consiguió una imagen con cámara automática de un espécimen en las mismas montañas tras 61 años sin que nadie hubiera visto de nuevo a un espécimen, motivo por el cual se pensaba que este mamífero ya se había extinguido.